# Allodromia villosa
Allodromia villosa är en tvåvingeart som beskrevs av Chillcott 1983. Allodromia villosa ingår i släktet Allodromia och familjen puckeldansflugor. Inga underarter finns listade i Catalogue of Life.